# Masayuki Ishikawa
Masayuki Ishikawa (jap. 石川 雅之 Ishikawa Masayuki, geb. 23. Oktober 1974 in Sakai, Präfektur Osaka) ist ein japanischer Mangaka. Er ist bekannt für die Serien Moyashimon und Maria: The Virgin Witch, die beide als Anime-Serien umgesetzt wurden.

## Karriere
Masayuki Ishikawa debütierte als Manga-Zeichner 1997 mit der Kurzgeschichte Nippon Seifu Chokkatsu Kidō Sentai Kōmuin V im Magazin Bessatsu Young Magazine. 1999 gewann er für eine weitere Kurzgeschichte, Kami no Sumu Yama, den Tetsuya-Chiba-Preis. Diese Kurzgeschichte wurde später im Sammelband Hitokiri Ryōma veröffentlicht.
Sein kommerzieller und kritischer Durchbruch kam 2004 mit der Serie Moyashimon über einen Studenten an einer agrarwissenschaftlichen Universität, der Bakterien mit bloßem Auge sehen kann. Die Serie wurde im Magazin Evening veröffentlicht. Für die Serie gewann Ishikawa 2008 sowohl den Kōdansha-Manga-Preis als auch den Osamu-Tezuka-Kulturpreis sowie 2015 den Seiun-Preis.
Seit 2015 arbeitet er an der Serie Madowanai Hoshi für das Magazin Morning, die in einer Welt spielt, die durch die globale Erwärmung unbewohnbar geworden ist und in der die gesamte Menschheit gezwungen ist, in einem Dom zu leben.

## Werke
- Nippon Seifu Chokkatsu Kidō Sentai Kōmuin V (日本政府直轄機動戦隊コームインV), 1997
- Kataribe (カタリベ), 1998–1999
- Kami no Sumu Yama (神の棲む山), 1999
- Shūkan Ishikawa Masayuki (週刊石川雅之), 2002–2003
  - Kanojo no Kokuhaku (彼女の告白)
- Moyashimon (もやしもん), 2004–2014
- Hitokiri Ryōma (人斬り龍馬), 2005
- Maria the Virgin Witch (純潔のマリア, Junketsu no Maria), 2008–2013
- Junketsu no Maria Exhibition (純潔のマリア exhibition), 2014
- Teşekkür ederim, 2014
- Madowanai Hoshi (惑わない星), seit 2015